# Ctimene wallacei
Ctimene wallacei là một loài bướm đêm trong họ Geometridae.